# Vesterålen
Vesterålen (samisk: Viestterálas) er en øgruppe, der ligger nordligst i Nordland fylke i Norge. Den ligger lige nord for Lofoten. Vesterålen omfatter et landareal på tilsammen 2.511 km² og består af kommunerne Andøy (659 km²), Bø (248 km²), Hadsel (566 km²), Sortland (713 km²), Øksnes (317 km²) og Lødingen (531 km²).
Geografisk omfatter Vesterålen øerne Andøya, Langøya, Hadseløya, den vestlige del af Hinnøya, den nordlige del af Austvågøya og flere andre, mindre øer.
Vesterålen havde pr. 01.01.2015 en befolkning 30.419 indbyggere fordelt på Andøy ((4.993), Bø (2.642)), Hadsel ((8.112), Sortland (10.129), og Øksnes (4.562).
De største byer er Andenes (i Andøy kommune), Sortland (i Sortland kommune), Melbu og Stokmarknes (i Hadsel kommune) og Myre (i Øksnes kommune).
Øerne i Vesterålen er bundet sammen med broforbindelser og har også færgefri forbindelse til fastlandet. Færgen over Hadselfjorden mellem Melbu og Fiskebøl var den naturlige forbindelse til Lofoten indtil Lofotens fastlandsforbindelse («Lofast») åbnede i 2007. Der findes to flyvepladser i Vesterålen; Andøya Lufthavn, Andenes og Stokmarknes Lufthavn, Skagen. Hurtigruten anløber Risøyhamn (i Andøy kommune), Sortland, og Stokmarknes.
Vesterålen har en af Norges tætteste forekomster af lokalaviser. Andøyposten, Vesteraalens Avis, Bladet Vesterålen, Øksnesavisa og netavisen Vesterålen Online er medier som dækker de fem kommuner.

## Historie
Vesterålen er rig på fortidsminder, og fund viser, at man med sikkerhed kan fastslå, at der har været bosættelse her helt fra yngre stenalder, hvor jægere og samlere overvejende levede af fiskeri og jagt. Fra vikingetiden trak stokfiskhandelen med Bergen mange mennesker til at bosætte sig i området. Dengang havde kun handelshusene i Bergen og Trondheim tilladelse til handel. Disse bestemmelse blev dog for Vesterålens vedkommende delvist lempet, begyndende med tilladelse til at drive værtshuse i 1770. Fra 1860 trak store sildesværme mange arbejdere fra andre dele af Norge til, som førte til en økonomisk blomstringstid. 1881 blev rederiet Vesteraalske Dampskibsselskap i Stokmarknes grundlagt, som førte til at der fra 1883 var ugentlige forbindelser mellem Trondheim og Hammerfest. Senere blev skibsruten forlænget til Bergen og Kirkenes og er siden den tid dagligt undervejs under navnet Hurtigruten.

## Kultur
2014 åbnede i Sortland kulturhuset, "Kulturfabrikken", med blandt andet bibliotek, kino, konferencecenter og Sortland Museum.

## Geologi
I Vesterålen findes både Norges ældste og yngste bjergarter. Bø har bjergarter, som er 3.500 mill. år gamle, mens man på Andøya kan finde bjergarter, som "kun" er mellem 130 og 180 mill. år gamle.
Vesterålen er dækket af ca. 70 % af gammelt arkæisk grundfjeld af indtil 2 500 millioner års alder, bestående for det meste af gneis og migmatit. Udover Vesterålen er arkæisk grundfjedl almindelig på Hinnøya i øst og på Moskenesøya i den sydvestlige del af Lofoten. Mange af formationerne har fået senere forkastninger og deformeringer. Mellem grundfjeldsstrukturere finder man på lavsletterne på Langøya også mindre indslag af paleo-proterozoisk glimmergneis som er 1 870–1 770 millioner år gammel. Disse strukturer består også af grafitskifer og marmor, med indslag af jern, kvarts og mørk brungul feldspat. Det er også felter af amfibolit ved Sortland, samt gabbro, diorit og anorthosit på Andøya og yderst på Langøya, begge indtil 2 500 millioner år gamle men ofte yngre.
Vesterålen består ellers af omkring 30 % paleo-proterozoisk grundfjeld fra 1 870–1 790 millioner år før hvor tid. Dybbjergarterne mange steder i Lofoten og Vesterålen størknede hurtigt, i løbet af de 10 millioner åre frem til 1 790 millioner år siden, og er omtrent lige så gamle som bjergarterne i Vest-Troms. Masserne stammer fra kappen, og magmaen strømmer opover og blander sig delvis med det arkæiske grundfjeld, og størknede allerede dybt nede i jordskorpen. De almindeligste bjergarter i denne struktur er mangerit og charnoctit, for eksempel nord for Raftsundet.
I havet udenfor Lofoten og Vesterålen er derimod grundfjeldet på havbunden dækket af yngre sedimenter. Det samme er Andøya i nord, som i nordøst har et smalt bælte af sedimentære, unge sandsten, siltsten og lerskifer fra kridtt-jura.

## Seværdigheder
- Kunstneren Bjørn Elvenes lanserede i 1999 en ide om at lave et kunstværk ved at male bygningerne i Sortland blå. Ideen blev godtaget af kommunen. Pilotprojektet blev afsluttet i 2001. Resultatet af blåby-projektet er at flere bygninger i Sortland centrum er blevet malet i forskellige blåtoner. Nogen af bygningerne har også fået små digte og tekster malet på væggene, udarbejdet af unge i Vesterålen og forfatteren Lars Saabye Christensen.
- Sortland Museum driver om sommeren den gamle butik på Jennestad handelssted ca. 8 km nord for Sortland centrum. Butikken blev lukket i 1982. Der er autentiske varer, og på bryggen er der også det gamle postkontor og skibsekspeditionen. Der kan købes lokale husflidsvarer, kort og lokal historisk litteratur. Bagest i butikken er der et udstillingsrum som giver et indblik i aktiviteten på stedet omkring 1900.
- Norsk Fiskeindustrimuseum i melbu er et nationalt museum for Norges fiskeindustri: historie, traditioner, betydning og muligheder. Museet har overtaget den tidligere sildeoliefabrik Neptun. Museet der åbnede i 1991, udstiller en del teknisk udstyr og andet kulturhistorisk materiale fra fiskeindustrien. Gennem udstillinger, film og multimedia viser museet historien om norsk fiskeindustri - med fokus på blandt andet forholdet mellem industri og nærmiljø. Der er åbent fra den 20-06 til den 20-08. Tirsdag til søndag kl. 11– til 17. Ellers åbent efter aftale. Museet er et af 12 museer i Museum Nord.
- Bleiksøya er en lille ubeboet ø vest for Bleik på Andøya. Højeste punkt på Bleiksøya er 160 moh. Hoveddelen af øen er et fjeld, mens den sydvestlige del af øen er fladere. Øen er Nordlands nordligste fuglefjeld. På øen er der bestande af blandt andet lunde, ride, alk, lomvie, mallemuk, lille stormsvale, topskarv og havørn. Øen er et naturreservat. I juni og første halvdel af juli er det forbudt at gå i land på øen.
- Nyksund er et fiskevær i Øksnes kommune. Stedet ligger på den nordvestlige side af Langøya, ca. 12 km. nord for Myre. Bebyggelsen i Nyksund er spredt på to øer, Nyksundøya og Ungsmaløya. De to øer er forbundet med en 65 meter lang dæmning. En dæmning forbinder også Nyksundøya med Langøya. En kommunal grusvej går mellem Nyksund og Høydalen, og derfra går den asfalterede Fylkesvei 938 til Myre. Nyksund var i begyndelsen af 1900-tallet det næststørste fiskevær i Vesterålen. Men efter 2. verdenskrig blev nærheden til fiskefelterne mindre vigtig, da ny teknologi i form af motorer og større både blev taget i brug. Havnen i Nyksund blev for lille. Fiskeværet blev affolket, og omkring 1970 forlod sidste fastboende bygden. Nyksund blev en spøgelsesby. I 1980- og 90erne kom tyske studenter til Nyksund, og skabte ny aktivitet på stedet. Efterhånden blev stedet populært for tilrejsende kunstnere og turister. I dag har Nyksund nogle få fastboende og et helårlig tilbud til turister. Flere af de gamle brygger i fiskeværet er blevet restaureret. Nyksund er et populært sted for fotografer og billedkunstnere. Flere små øer og holme nord for Nyksund og Stø er fredet som naturreservat. Dette område er et vigtigt yngleområde for havfugle og spættet sæl.

- Sortland-den blå by ved sundet
- Bleiksøya på Andøy
- Nyksund
- Jennestad handelssted